# Guy Goodes
Guy Goodes (in ebraico גיא גודס‎?; Haifa, 13 marzo 1971) è un allenatore di pallacanestro ed ex cestista israeliano.

## Carriera
Con Israele ha disputato due edizioni dei Campionati europei (1995, 1999).

## Palmarès

### Giocatore
- Campionato israeliano: 7

Maccabi Tel Aviv: 1990-91, 1991-92, 1993-94, 1994-95, 1995-96, 1996-97, 1998-99
- Coppa di Israele: 3

Maccabi Tel Aviv: 1990-91, 1993-94, 1998-99

### Allenatore
- Campionato israeliano: 1

Hapoel Holon: 2021-22
- Coppa di Israele: 1

Maccabi Tel Aviv: 2014-15
- Coppa di Lega israeliana: 3

Hapoel Gerusalemme: 2008, 2009
Maccabi Tel Aviv: 2015